# 알디노

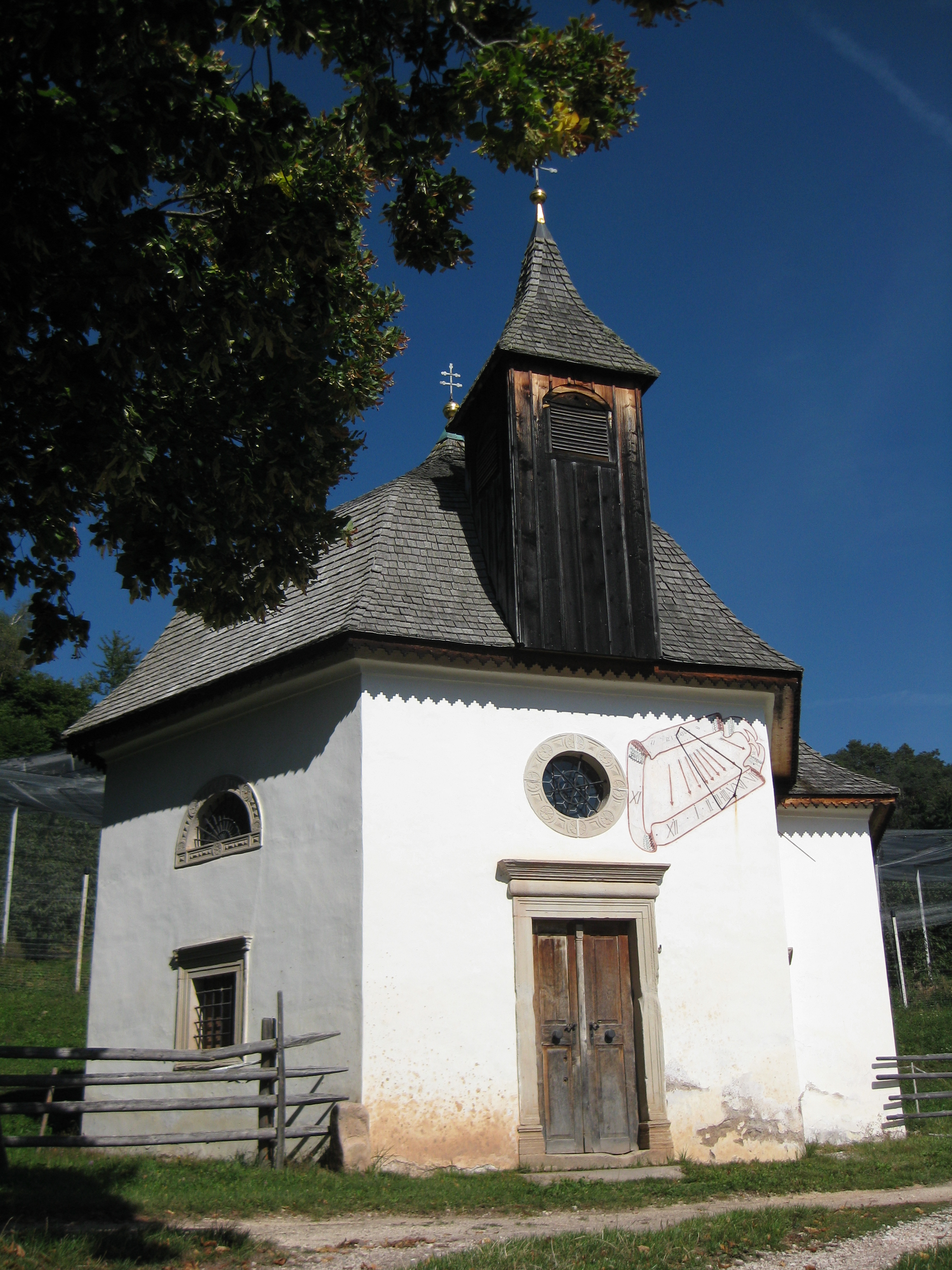

알디노(이탈리아어: Aldino, 독일어: Aldein)는 이탈리아 트렌티노알토아디제주 볼차노도의 코무네이다. 인구는 1,657명이다.